# 能代火力発電所

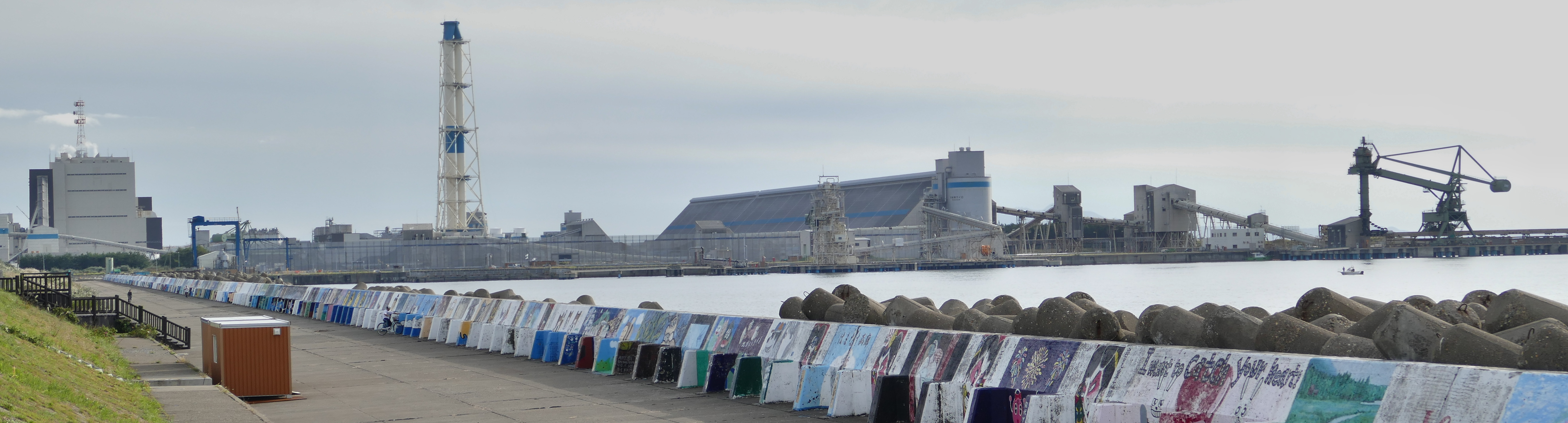
はまなす画廊付近から見た施設遠景

能代火力発電所（のしろかりょくはつでんしょ）は、秋田県能代市字大森山1-6にある東北電力の石炭火力発電所。

## 概要
オイルショック後に国の石油不足対策を目的として設置された。1993年(平成5年）5月に1号機が運転を開始し、その後3号機までが建設された。温暖化対策のため、木質バイオマス（林地残材）の混焼が行われている。
2号機は、発電効率向上のため、主蒸気温度566℃、再熱蒸気温度593℃、主蒸気圧力24.1MPaとした東北電力初の超々臨界圧のボイラーおよび蒸気タービンを採用した。
3号機の建設計画は、今後の景気動向に絡む電力需要を含む需要変動リスク、ならびに国内や世界的な二酸化炭素削減に向けた規制措置の動向を見通すことが依然として険しいとして、2028年（令和10年）以降の着工・運転開始とされ事実上凍結されていた。しかし東日本大震災後の電力安定供給・発電コスト削減を目的として計画再開し、2016年（平成28年）2月に着工、2020年（令和2年）3月に営業運転を開始した。

## 発電設備
- 総出力：180万kW[8]
- 総面積：約109万m2

1号機
定格出力：60万kW
使用燃料：石炭、木質バイオマス
蒸気条件：超臨界圧（Super Critical）
熱効率：約45%（低位発熱量基準）
営業運転開始：1993年（平成5年）5月
2号機
定格出力：60万kW
使用燃料：石炭、木質バイオマス
蒸気条件：超々臨界圧（Ultra Super Critical）
熱効率：42.9%（低位発熱量基準）
営業運転開始：1994年（平成6年）12月
3号機
定格出力：60万kW
使用燃料：石炭、木質バイオマス
蒸気条件：超々臨界圧（USC）
熱効率：44.8%（低位発熱量基準）
運転開始（試運転）：2019年（令和元年）8月1日
営業運転開始：2020年（令和2年）3月2日

## 東北地方太平洋沖地震による被害

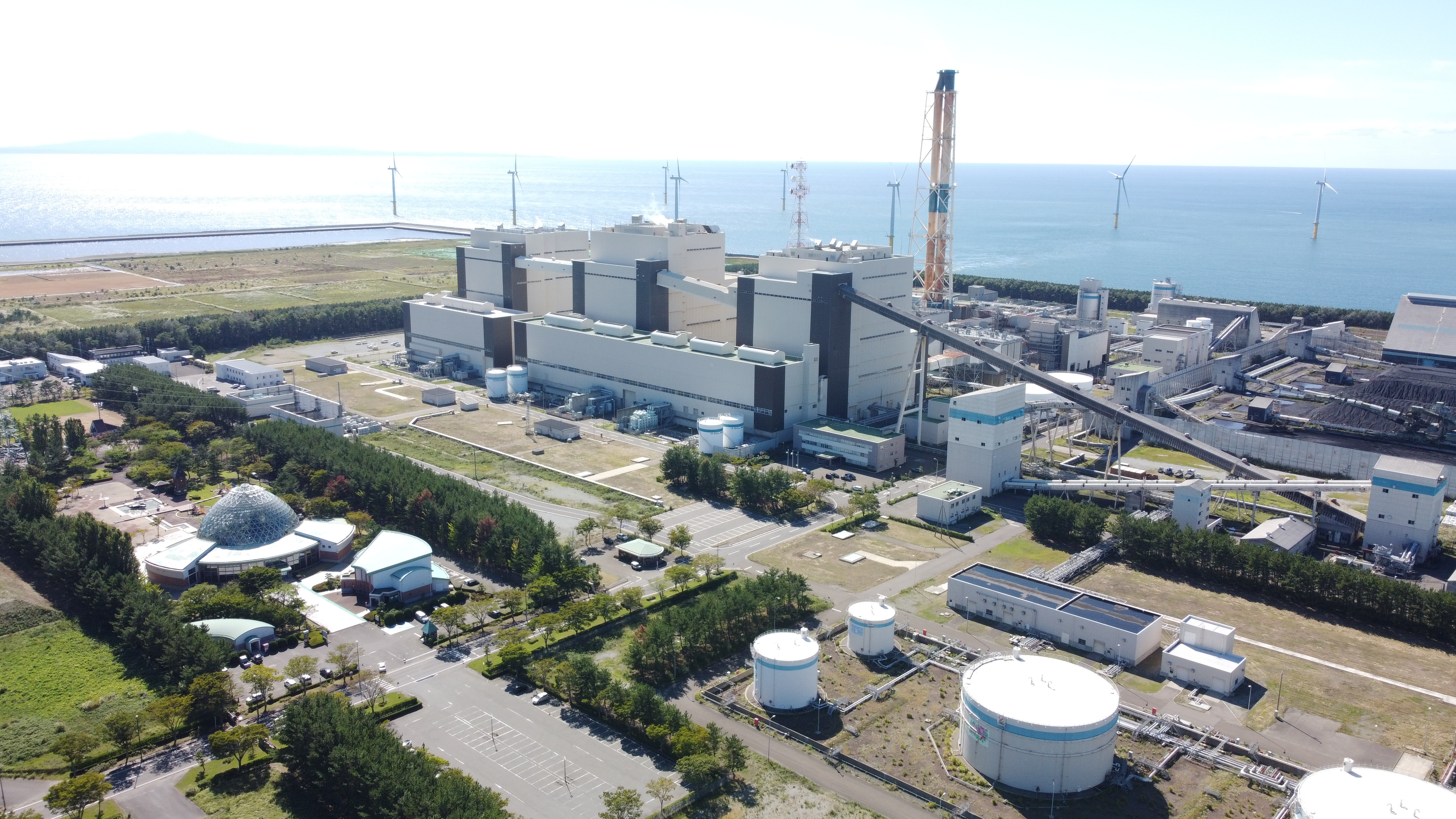
能代火力発電所 空撮

2011年3月11日に発生した東北地方太平洋沖地震により、全機が自動停止した。4月7日に発生した余震でも、全機が自動停止した。

### 蓄電設備設置の計画と中止
地震および津波により複数の発電施設が被災し、電力供給力が大幅に低下したため、ナトリウム・硫黄電池による8万kW（2千kW × 40台）の蓄電設備新設を計画し、2012年1月の運用開始を予定して着工した。
しかし2011年9月21日に東京電力所有の同型電池が火災を起こしたため、工事を中断。メーカーの日本ガイシによる調査で事故原因が判明せず、電力需要が増える2012年夏までの設置が見込めなくなったことから、2012年3月30日に計画中止が発表された。
後に火災事故の原因は、モジュール電池1台の中に製造不良の単電池があり、それが破裂・溶融して複数電池間の短絡を引き起こし、モジュール内で過電流が流れた電池が連鎖的に破壊され、さらに別モジュールへと延焼していったためと発表された。

## 能代エナジアムパーク

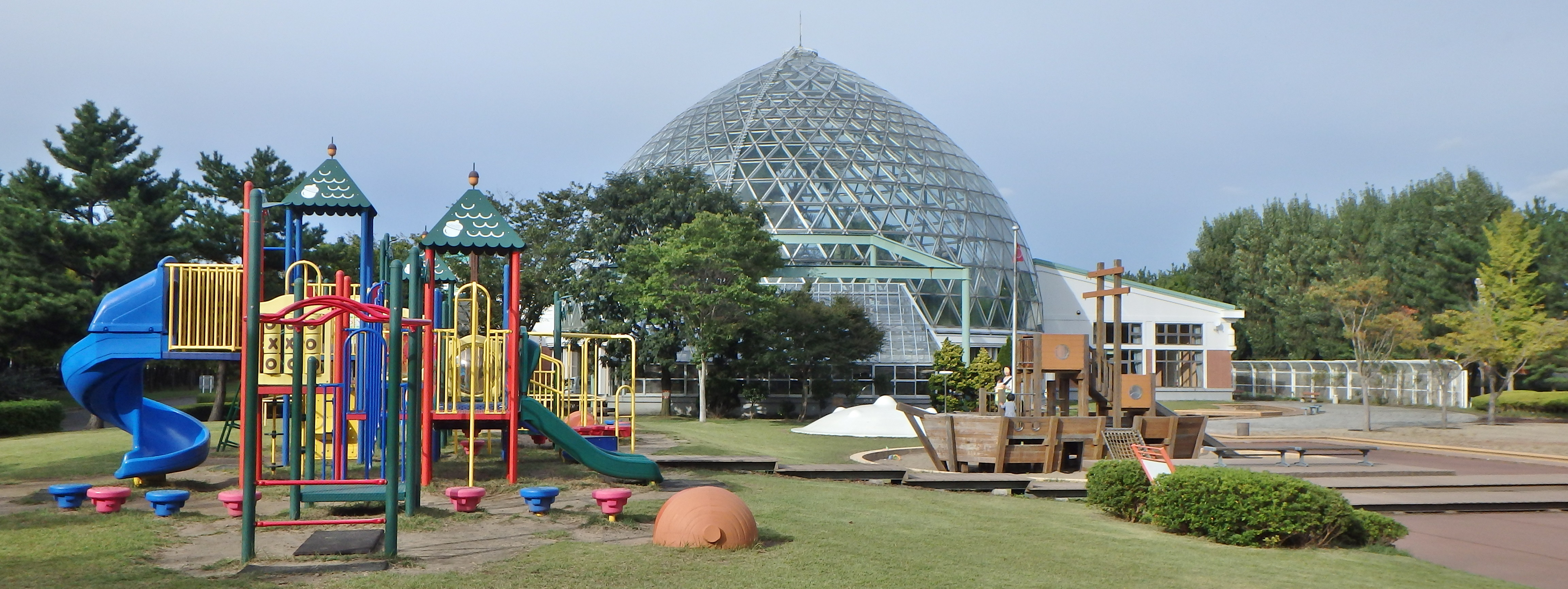
能代エナジアムパーク

発電所敷地内にあるPR館。エネルギーとの共生をテーマにした学習コーナーや、未利用エネルギーを利用した460種3,300本の植物を育成する熱帯植物園がある。また、能代ねぶながし館やスポーツ広場などの施設が隣接しており、イベント会場として利用されている。入場無料。

### 施設
- サザンドームのしろ

エネルギーとの共生をテーマにした学習コーナーや電力に関する展示がある。
- 熱帯植物園

460種3,300本の植物を育成するドーム状の熱帯植物園。
- ねぶながし館

能代役七夕の燈篭や能代べらぼう凧が展示され、祭りのお囃子などを聞くことができる。
- 冒険広場

噴水や遊具などが設置されており、子供たちが遊べる場となっている。
- スポーツ広場

テニスコートや多目的広場がある。
- カルチャーホール

サザンドーム内。展示場などとしてイベント等で利用される。
- はまなす館

休憩コーナー。自動販売機あり。